# طراحی منظر پایدار
چشم‌اندازسازی پایدار یا طراحی منظر پایدار (به انگلیسی: Sustainable landscaping) شامل انواع روش‌های توسعه یافته‌ای است که به مسائل زیست‌محیطی پاسخ دهد. این روش‌ها در هر مرحله از محوطه‌سازی، طراحی، ساخت‌وساز، پیاده‌سازی و مدیریت برای محوطه‌های مسکونی و تجاری استفاده می‌شوند.

## مسائل مربوط به پایداری
مسائل مربوط به پایداری را برای طراحی منظر عبارتند از:
- تجزیه کربن
- تغییر جهانی آب و هوا
- آلودگی هوا
- آلودگی آب
- مسمومیت ناشی از آفت کش‌ها
- منابع تجدید ناپذیر
- روش‌های استفاده انرژی
- گیاهان بومی

شیوه‌های ناپایدار عبارتند از:
- آلودگی خاک
- آلودگی هوا و آلودگی آب
- تداوم ترکیبات سمی در محیط زیست
- مصرف غیر پایدار از منابع طبیعی
- انتشار گازهای گلخانه‌ای
- گونه‌های مهاجم

## تأثیر شیوه‌های ناپایدار
این تأثیرها شامل: تخریب شدید اکوسیستم اطراف، آسیب به سلامت انسان، به‌ویژه دربارهٔ تخریب آب آشامیدنی، آسیب به گیاهان و جانوران و زیستگاه آنها؛ رسوب آب‌های سطحی ناشی از تخلیه فاضلاب‌های سطحی. آلاینده‌های شیمیایی در آب ناشی از تخلیه آفت‌کش‌ها. بیماری‌های ناشی از کودهای شیمیایی سمی، آفت‌کش‌ها سمی، استفاده نادرست، مدیریت، ذخیره‌سازی و دفع آفت‌کش‌ها. آلودگی هوا و سروصدای ناشی از تجهیزات ساخت‌وساز منظر؛ حمله به زمین‌های بکر توسط علف‌های هرز غیربومی و آفات و استفاده بیش از حد از منابع طبیعی محدود.

## راه‌حل‌های چشم‌اندازسازی پایدار
برخی از راه‌حل‌های در حال توسعه عبارتند از:
- کاهش هدررفتگی فاضلاب‌های سطحی از طریق استفاده از زمین گود برای هدایت آب‌های سطحی، باغ بارانی و بام سبز و جداره‌ها
- کاهش مصرف آب در محوطه‌ها از طریق تکنیک‌های طراحی عاقلانه باغ (محوطه یا مکانی که گیاهان آن نیاز کم یا اصلاً نیازی به آب نداشته باشند)
- بیوفیلتر مواد زائد از طریق ساخت تالاب
- آبیاری محوطه با استفاده از آب‌های مصرفی که به عنوان آب خاکستری شناخته شده‌است.
- تکنیک‌های مدیریت یکپارچه آفات برای کنترل آفات
- ایجاد و افزایش زیستگاه حیات وحش در محیط‌های شهری
- طراحی محوطه بر اساس صرفه‌جویی در مصرف انرژی به صورت قرار دادن و انتخاب مناسب درختان سایه‌دار و ایجاد موانع باد
- مواد سنگ‌فرش نفوذپذیر به منظور کاهش فاضلاب‌های سطحی و نفوذ آب باران به داخل زمین و دوباره پر کردن آب‌های زیرزمینی به جای روان شدن روی سطح
- استفاده پایدار از چوب‌های برداشت‌شده، چوب‌های کامپوزیت برای مصالح کف و دیگر پروژه‌های محوطه، و نیز استفاده از الوار پلاستیکی
- بازیافت محصولات، مانند شیشه، تهیه پلاستیک از لاستیک ماشین و مواد دیگر برای ایجاد محصولات محوطه مانند سنگ‌فرش، مالچ (خاک‌پوش) و مواد دیگر
- تکنیک‌های مدیریت خاک، از جمله تهیه کمپوست از زباله‌های آشپزخانه و حیاط، برای حفظ و تقویت خاک سالم
- یکپارچه‌سازی و استفاده از انرژی‌های تجدید پذیر، از جمله روشنایی محوطه با استفاده از انرژی خورشیدی

## پیشینه
یک محوطه پایدار طراحی شده‌است که هم جذاب باشد و هم در تعادل با آب و هوای محلی و محیط زیست و باید حداقل شامل منابع مورد نیاز باشد؛ بنابراین، طراحی باید «کاربردی، مقرون به صرفه، از لحاظ دیداری شادی‌بخش، سازگار با محیط زیست و نگهدار» باشد. به عنوان بخشی از مفهوم توسعه پایدار باید توجه به حفظ منابع محدود و پرهزینه، کاهش و جلوگیری از ضایعات هوا، اقدامات آلودگی آب و خاک، کمپوست، کود، هرس چمن، کنترل آفات شود که سبب جلوگیری یا به حداقل رساندن استفاده از مواد شیمیایی شده و دارای مزیت‌هایی چون مدیریت تلفیقی آفات، استفاده از گیاه مناسب در جای مناسب، استفاده مناسب از چمن، بازده مناسب آبیاری مدیریت عاقلانه آب در باغبانی که همه اجزای طراحی منظر پایدار هستند نیز خواهد بود.

## مزایا
موقعیت جغرافیایی با توجه به تفاوت در بارش و دما می‌تواند پایداری را تعیین کند. به عنوان مثال، انجمن مدیریت زباله کالیفرنیا بر ارتباط بین حداقل رساندن آسیب‌های زیست‌محیطی و به حداکثر رساندن سود شرکت‌های طراحی منظر تجاری شهری تکیه کرده‌است. در کالیفرنیا، مزایای طراحی منظر اغلب از هزینه‌هایی مانند آب و نیروی کار سنگین‌تر نیست. با این حال، انتخاب مناسب و استفاده از گیاهان مناسب برگزیده می‌تواند سبب کاهش هزینه‌های نگهداری نسبت به پیش از آن شود و سبب کاهش مصرف آب و ورود مواد شیمیایی خواهد شد.

## برنامه‌ها
برنامه‌های مختلفی برای مشارکت توسط گروه‌های مختلف وجود دارد.
ابتکار سایت‌های معماری پایدار، همکاری بین جامعه معماران منظر آمریکایی، مرکز لیدی برد جانسون و باغ گیاهی ایالات متحده، در سال ۲۰۰۵ باعث صدور گواهینامه بر اساس امتیاز برای طراحی منظر شد که شبیه به برنامه LEED برای ساختمان‌ها توسط شورای ساختمان‌سازی سبز می‌باشد.

## طراحی مناسب
گام نخست برای طراحی محوطه محاسبات پایداری آن است؛ که شبیه به تجزیه‌وتحلیل مکان طرح است که به‌طور معمول توسط طراحان محوطه در آغاز فرایند طراحی انجام می‌شود. عواملی مانند اندازه قطعه زمین، اندازه خانه، ویژگی‌های محلی و بودجه باید در نظر گرفته شود. مراحل طراحی شامل یک طرح پایه، فهرست امکانات سایت و تجزیه و تحلیل اسناد، مدارک ساخت‌وساز، اجرا و تعمیر و نگهداری می‌باشد. اهمیت زیاد ملاحظات مربوط به شرایط رو به رشد سایت می‌باشد. این خدمات عبارتند از: جهت‌گیری خورشید، نوع خاک، جریان باد، دامنه، سایه و آب و هوا. انتخاب بوته مناسب برای سایت‌های خاص با هدف کاهش آبیاری مصنوعی و کاهش استفاده از مواد سمی می‌باشد.

## کمپوست
کمپوست راهی برای بازیافت زباله‌های آشپزخانه و باغ می‌باشد، در حالی که سبب ایجاد کود آلی ارزان‌قیمت برای باغ و محوطه نیز می‌شود. کرم‌های خاکی، میکروب‌ها و دیگر گیاهان خاک و جانوران موجود در چنین مواد آلی هنگامی که نیتروژن کافی و درجه حرارت و رطوبت مناسب باشد به وجود می‌آیند. اندازه ایده‌آل برای یک توده کمپوست یک یارد مکعب ('۳ *'۳ *'۳) است. این توده باید در یک مکان تا حدی سایه‌دار قرار داده شود، برای جلوگیری از آفتاب شدید و خشک شدن، تا فرایند تجزیه را به تأخیر بیندازد. توده در طول فرایند تجزیه گرم می‌شود، سپس مواد تجزیه‌شده سرد می‌شود، این زمان خوبی برای تغییر است. باید مواد را چند بار هم زده تا مواد کمپوست‌نشده که در حاشیه قرار دارند، برای تکمیل روند به مرکز منتقل شوند. با رطوبت کافی، نیتروژن، درجه حرارت مناسب و زمان‌بندی صحیح تبدیل، کمپوست را می‌توان در یک دوره ۳۰ روزه ساخت. بدون این راهکارها نیز این روند همچنان ادامه خواهد داشت، اما ممکن است سه تا چهار ماه تحت شرایط کمتر از ایده‌آل باشد.
کمپوست را می‌توان به عنوان یک اصلاح خاک ضعیف به درختان میوه اضافه کرد یا به عنوان یک کود در بستر گل و سبزی، یا به عنوان یک خاک گلدان برای گیاهان گلدانی استفاده کرد. مواد اضافی باغچه خانه‌ها، درختان و درختچه‌ها در محوطه‌های بزرگ می‌تواند به عنوان ماده خام برای کمپوست استفاده شوند. استفاده مجدد از مواد آلی و نیاز به خرید دیگر مواد افزودنی خاک را نیز تا حد زیادی کاهش خواهد داد.

## آبیاری
مالچ یا خاکپوش ممکن است به منظور کاهش از دست رفتن آب به علت تبخیر، کاهش علف‌های هرز، به کاستن فرسایش، مشکلات گردوغبار و گل‌ولای مورد استفاده قرار گیرد. مالچ نیز زمانی که تجزیه می‌شود، می‌تواند به عنوان کمپوست به خاک اضافه شود. با این حال، مالچ اغلب برای سرکوب علف هرز استفاده می‌شود. همچنین مالچ می‌تواند سبب آسیب‌رساندن به گیاهان شود. به این دلیل باید در انتخاب منبع مالچ دقت کرد. به عنوان مثال، مناطق چمن مخصوص دوچرخه‌سواری (با استفاده از ماشین چمن‌زنی چمن اضافه جمع آودی می‌شود)، میزان کود مورد نیاز را کاهش می‌دهد، و سبب کاهش دفن زباله و کاهش هزینه‌های دفع نیز می‌شود.
پیشنهاد رایج افزودن ۲–۴ اینچ از مالچ در بستر گل و زیر درختان است. مالچ باید در زیر درختان و زیر خطوط آبیاری قطره‌ای و زیر گل، چمن یا گیاهان دیگر که اغلب وجود دارد استفاده شود. از طرفی این عمل ممکن است به زیان ریشه‌های درخت باشد، به‌ویژه هنگامی که سطح بیش از حد آبیاری می‌شود. افراد باید مراقب باشند تا مالچ به پوست درخت تماس نداشته باشد، چون سبب خفه شدن درخت، هجوم قارچ‌ها و حشرات می‌شود.
تکنیک‌های طراحی عاقلانه باغ نشان می‌دهد که با قرار دادن گیاهان با خواسته‌های مشابه (آب مورد نیاز) باعث صرفه‌جویی در زمان و آب می‌شود یا استفاده از گیاهان مقاوم در خشکسالی انتخابی هوشمندانه خواهد بود.
صاحب خانه ممکن است نیاز به تکنسین / حسابرس معتبر برای مشاوره آبیاری و یک برآورد سیستم‌های آب فعلی داشته باشد. در صورتی که وضعیت دشواری برای مدیریت آب می‌باشد، استفاده از سیستم آبیاری قطره‌ای و بیشتر مؤثر است. اگر سیستم در حال استفاده برای بیش از پنج سال باشد، ارتقاء به سیستم تبخیر و تعرق (ET)، سنسورهای خاک و پانل‌های کنترل تصفیه این سیستم را بهبود خواهد بخشید. اغلب سوراخ‌های لوله‌های آبیاری قطره‌ای نیاز به تنظیم دوباره برای جلوگیری از پاشیدن آب به پیاده‌روها و خیابان‌ها دارند. صاحبان کسب‌وکار ممکن است آبیاری پیشرفته را ترجیح دهند، اما باز انتخاب آن‌ها بر اساس داده‌های آب‌وهوایی تاریخی و واقعی منطقه و بررسی کردن خاک برای نظارت بر رطوبت خاک پیش از آبیاری خواهد بود.

## مصالح ساخت
هنگام تصمیم‌گیری اینکه چه نوع مصالحی ساختمانی را برای ساخت در یک سایت انتخاب کنیم، مهم است که تا آنجایی که می‌توان مواد سایت را بازیافت کرد. استفاده مجدد از آجرهای قدیمی پیاده‌رو به عنوان کف‌سازی پاسیو یک راه برای زیبا شدن فضا و در عین حال کاهش دفن زباله است.
اما دقت در استفاده مواد نیز مهم است، به خصوص زمانی که شما برنامه‌ریزی برای کاشت محصولات غذایی از هر نوع را داشته باشید. پایه‌های چوبی تلفن‌های قدیمی و چوب ریل‌های راه‌آهن معمولاً با ماده‌ای به نام کریوزوت که می‌تواند در خاک نفوذ کند، پوشیده شده‌اند و می‌تواند هر گونه مواد غذایی که کاشته‌شده را اندازه آسیب‌رساندن به هر کسی که آن را بخورد سمی کند. به‌طور کلی، شما باید از مصرف هر نوع مصالح آغشته به مواد شیمیایی، به‌ویژه چوب، که می‌تواند با بارش باران وارد خاک شود، پرهیز کنید.
انجمن نظارت جنگل در سال ۱۹۹۳ تشکیل شد، «برای تغییر گفتگو در مورد جنگلداری و راهکارهای جنگلداری پایدار در سراسر جهان». برداشت چوب به صورت پایدار چوب تضمین‌شده نیز نامیده می‌شود، که در آن عوامل زیست‌محیطی، اقتصادی و اجتماعی برای تولید الوار بررسی می‌شوند.

## انتخاب نوع کاشت
یک بخش مهمی از طراحی منظر پایدار انتخاب گیاه است. بیشترین چیزی که سبب می‌شود یک محوطه ناپایدار شود، کاشت گیاه غیربومی بر روی آن است. این بدان معنی است که یک گیاه محلی که به شرایط آب و هوایی محلی سازگار است، نیاز کمتری به رسیدگی در فرایند رشد دارد. به عنوان مثال، رشد گوجه فرنگی در آریزونا عاقلانه نیست، به این دلیل که در آن منطقه به اندازه کافی بارندگی طبیعی برای آن‌ها وجود ندارد که بدون آبیاری ثابت زنده بمانند. در عوض، گیاهان مقاوم در خشکی مانند کاکتوس‌ها برای زنده ماندن در این شرایط مناسب‌تر هستند. همچنین، با انتخاب گیاهان بومی، می‌توان از مشکلات مربوط به حشرات و آفات جلوگیری کرد، به خاطر این که این گیاهان نیز برای مقابله با هر گونه مهاجم محلی سازگار هستند. همچنین با انتخاب نوع صحیح از گیاهان محلی، مقدار زیادی از پول را می‌توان برای هزینه‌های اصلاح، کنترل آفات و آبیاری پس‌انداز کرد.
گیاهان به عنوان مانع در مقابل باد می‌توانند تا ۳۰٪ هزینه‌های گرمایشی در فصل زمستان را کاهش دهند. آن‌ها همچنین با سایه‌اندازی بر ساختمان مسکونی یا تجاری در فصل تابستان کمک به ایجاد هوای سرد از طریق تبخیر و تعرق می‌کنند و می‌توانند فضاهای رفت‌وآمد مانند خیابان و پیاده‌روها را خنک کنند.
یک خانه احاطه‌شده توسط درختان محلی یا بوته‌ها از مزایای متعددی برخوردار است. گیاهان با انتشار بخار آب در هوا از طریق تعرق، توانایی کاهش درجه حرارت زیاد در مناطق نزدیک به خود را دارند (زیرا دارای ظرفیت گرمایی بسیار بالایی هستند). هرچه گیاه بزرگ‌تر و برگ‌دارتر باشد، بخار آب بیشتری تولید می‌کند. علاوه بر این، وجود درختان در ایجاد اکوسیستم‌های پایدار، سالم و مولد، (مثل جنگل) بسیار مهم است. در واقع این یکی از اصول مهم باغبانی پایدار است.
اگر درختان انتخاب‌شده برای تولید میوه‌های خوراکی باشند آن‌ها می‌توانند یک منبع غذایی پایدار برای ساکنان خانه فراهم کنند. حتی اگر برخی از آن‌ها نسبتاً (به‌خصوص در تابستان) نیازمند آبیاری باشند. آبیاری بازیافت آب خاکستری و سیستم جمع‌آوری آب باران یک گزینه بسیار عالی برای آبیاری است، و کمپوست توالت می‌تواند (حداقل) برخی از مواد مغذی مورد نیاز را تأمین کند. تحقیقات نشان می‌دهد که ادرار رقیق انسان ممکن است به اندازه کودهای شیمیایی مؤثر باشد. همه درختان میوه مناسب برای آبیاری با آب خاکستری مناسب نیستند، چون آب خاکستری اصلاح‌شده به‌طور معمول دارای pH بالا می‌باشد و گیاهان اسیدی به خوبی در محیط قلیایی رشد نمی‌کنند.
یک انتخاب هوشمند برای حفاظت از انرژی مستقیم قرار دادن درختان پهن‌برگ خزان‌دار در دیوارهای جبهه شرق، غرب و شمال (اختیاری) خانه خواهد بود؛ که سبب فراهم شدن سایه در تابستان می‌شود، در حالی که اجازه می‌دهد مقدار زیادی از تابش گرمایی خورشید در زمستان به داخل خانه نفوذ کند. درختان تا آنجایی که ممکن است نزدیک به دیوار خانه قرار داده شوند، اما کمتر از ۱ متر نزدیک نشوند - در غیر این صورت، ریشه می‌تواند به پایه ساختمان صدمه‌های قابل توجهی وارد کند. خانه پایدار به احتمال زیاد با پانل‌های فتوولتائیک رو به جنوب (رو به شمال در نیمکره جنوبی) مجهز شده‌است، و همچنین یک جداره بزرگ رو به جنوب برای دریافت گرما از طریق سیستم غیرفعال خورشیدی. از آنجایی که بهره‌وری از هر دو سیستم نسبت به سایه بسیار حساس است، کارشناسان نبود کامل درخت در سمت جنوب ساختمان را پیشنهاد می‌دهند.
یکی دیگر از انتخاب هوشمند استفاده از حصار گیاهی متراکم متشکل از درختان همیشه‌سبز (به عنوان مثال مخروطیان) در نزدیکی آن سمت که بادهای سرد قاره می‌وزد (معمولاً شمال در نیمکره شمالی) و همچنین آن طرف که باد غالب می‌وزد (غرب در مناطق معتدل در هر دو نیم‌کره) خواهد بود. از آنجا که باد شمال سردترین و باد غرب بیشتر می‌وزد، چنین انتخابی بر موانع باد در زمستان تأثیرگذار است و سبب کاهش نفوذ هوای بسیار سرد به داخل خانه می‌شود. محاسبات نشان می‌دهد که با قرار دادن بادشکن در فاصله دو برابر ارتفاع درختان می‌توانند سرعت باد را تا ۷۵٪ کاهش داد. سپس با برخی از برنامه‌ریزی‌ها، ازهر دو ترکیب (درختان برگ‌ریز و همیشه‌سبز) می‌توان به‌طور هم‌زمان استفاده کرد.
روش‌های بالا دو عیب دارند. در مرحله اول، سبب به حداقل رسیدن گردش هوا در فصل تابستان می‌شود (اگر چه در بسیاری از آب و هواها گرم کردن مهم‌تر و پرهزینه‌تر از خنک کردن است)، و در مرحله دوم، آن‌ها ممکن است بهره‌وری پانل‌های فتوولتاییک را تحت تأثیر قرار دهند که نیازمند به تجزیه‌وتحلیل سایه می‌باشد. با این حال، برآورد شده‌است که اگر از هر دو روش به درستی استفاده شود، انرژی مورد استفاده خانه را تا ۲۲٪ کاهش می‌دهد.

## تعمیر و نگهداری
راهکار حفظ سلامت گیاه از بین بردن مشکلات آفات است. بهتر است که با مواد و فراورده‌های ضد آفات گیاهی آغاز کنیم و بازرسی از نزدیک از کارخانه نیز توصیه می‌شود. ایجاد تنوع داخل منطقه از گونه‌های مختلف گیاهی سبب افزایش جمعیت‌های جانداران زنده مفید (مانند پرندگان، حشرات) می‌شود، که از آفات گیاه تغذیه می‌کنند. از آنجا که آفات گیاهی از یک گیاه به گیاه دیگر متفاوت است، ارزیابی مشکل نیمی از نبرد است. مالک باید بررسی کند که آیا گیاه می‌تواند خسارت ناشی از آفت را تحمل کند. اگر نه، پس از ارزش گیاهی نوعی از درمان را رائه کند؟ در حالی که اغلب از آفت‌کش‌ها می‌توان برای حل این مشکل استفاده کرد. موانع فیزیکی و مواد ضد حشرات می‌تواند کمک کنند. در انتخاب حشره‌کش‌ها، انتخاب آفت‌کش ارگانیک یا طبیعی اغلب بهتر است به دلیل آن است تأثیر کمتر بر گونه‌های گیاهی می‌گذارد.
هرس مناسب گردش هوا را افزایش می‌دهد و احتمال بیماری‌های گیاهی را کاهش می‌دهد. با این حال، هرس نامناسب سبب صدمه زدن به بوته‌ها و درختان می‌شود. پرچین ساختن، هرس کردن و قیچی کردن گیاهان محوطه سبب رشد بیش از حد گیاه می‌شود. علاوه بر این، با هرس کردن نامناسب و زیاد درخت سبب ایجاد یک درخت نامناسب می‌شود که بسیار مستعد آسیب دیدن در باد است. روش‌های هرس طبیعی در طول فصل مناسب، از سوی دیگر، سبب افزایش سلامت گیاهان می‌شود. در مناطق معتدل، گیاهان برگ‌ریز باید در زمان خواب زمستانی هرس شوند. گیاهان هرگز نباید در پایان فصل رشد هرس شوند به دلیل اینکه رشد همچنان ادامه دارد و این رشد برای زنده‌ماندن در زمستان سرد اهمیت دارد.
مسئولان پیشگیری از آلودگی محوطه‌ها باید از مدیریت یکپارچه آفات (IPM) به منظور کاهش استفاده از آفت‌کش‌ها و علف‌کش‌ها استفاده کنند و راه‌حل‌های غیرمنطقی را کاهش دهند.

## پردیس دانشگاهی با پروژه‌ها یا برنامه‌های طراحی منظر پایدار
- دانشگاه ایالتی آیووا
- دانشگاه ایالتی میشیگان
- دانشگاه ایالتی میسیسیپی
- دانشگاه ایالتی کارولینای شمالی
- مؤسسه فناوری روچستر
- کالج سوارثمور
- دانشگاه تافتز
- دانشگاه دلاویر
- دانشگاه مینه سوتا
- دانشگاه نیوهمپشر
- دانشگاه پنسیلوانیا
- دانشگاه رود آیلند
- دانشگاه ویسکانسین
- دانشگاه وسلیان
- دانشگاه ایلینوی غربی
- دانشگاه دریاچه سبز